# Biografien der Schützen auf Rembrandt van Rijns Gemälde „Die Nachtwache“

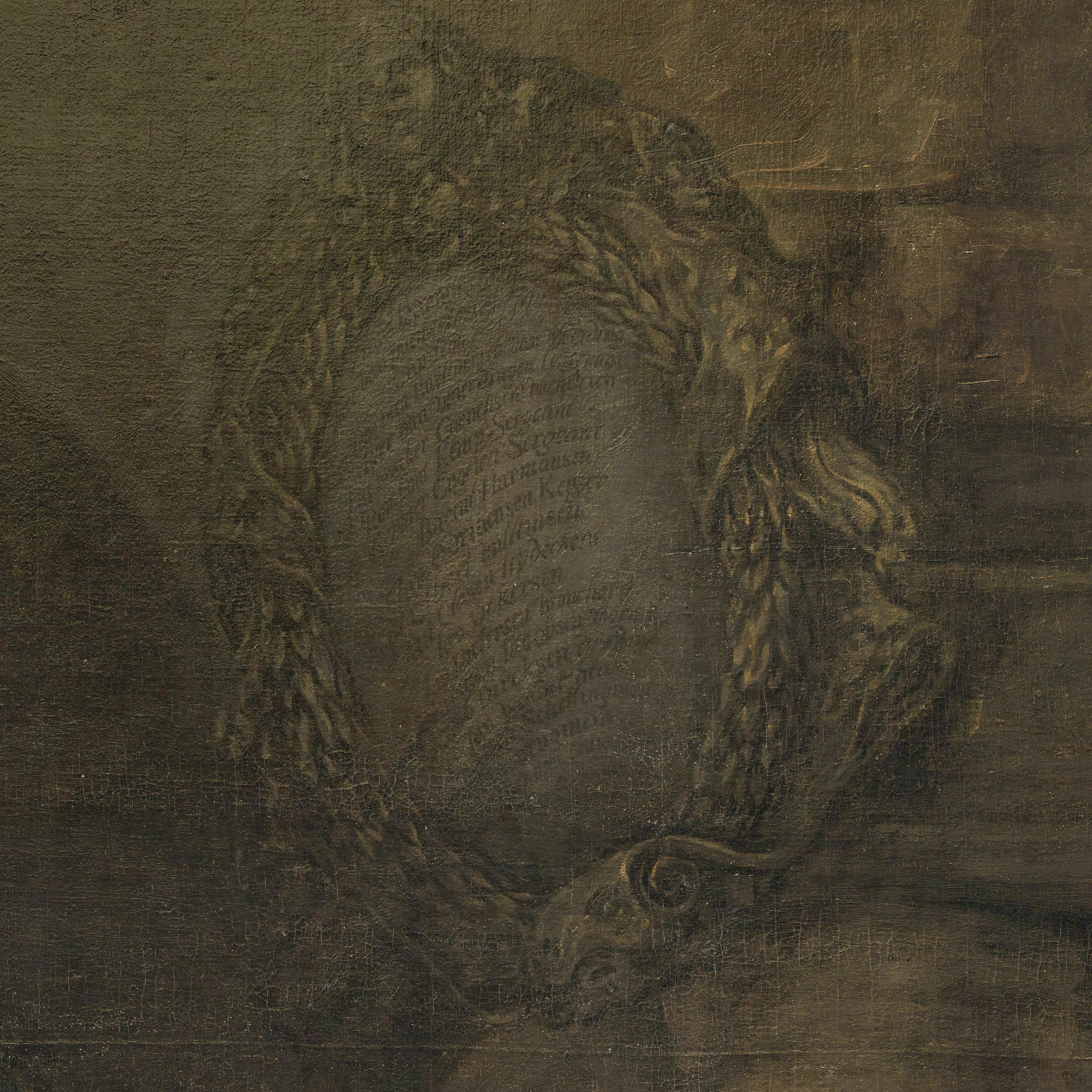
Die Nachtwache, Ausschnitt des Schildes mit den Namen der 16 zahlenden Auftraggeber (Kontrast digital verstärkt)

Die Biografien der Schützen auf Rembrandt van Rijns Gemälde „Die Nachtwache“ sind die Lebensbilder der namentlich bekannten Mitglieder des Bezirks II der Amsterdamer Musketiere, die von Rembrandt van Rijn auf seinem Gemälde Die Nachtwache porträtiert wurden. Die Aufstellung beschreibt die identifizierten Personen in der Reihenfolge ihrer Darstellung auf dem Gemälde von links nach rechts, ohne Rücksicht auf die militärischen Ränge und die alphabetische Ordnung der Namen.

## Jan Brughman

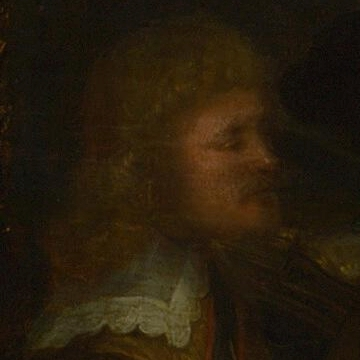
Jan Brughman

Jan Brughman wurde am 6. Juli 1614 in der Amsterdamer Oude Kerk getauft. Er war der Sohn des Tuchhändlers Jan Pietersz. Brughman (1582–1622) und seiner Ehefrau Marritje Adriaens Hardebol (1582–ca. 1639). Die Familie gehörte zu den reichsten des Stadtbezirks. Der Großvater Pieter Jansz. hatte 1591 vom Großvater Walling Schellingwous dessen Haus am Nieuwe Brugsteeg 135 gekauft, dort einen Tuchhandel eingerichtet und als Firmenzeichen ein grünes Tuch vor das Haus gehängt. In der Folgezeit wurde er Pieter Jansz. Groenlaken genannt. Anfang des 17. Jahrhunderts kam der möglicherweise vom Brugsteeg abgeleitete alternative Name Brughman in Gebrauch. Der Vater nannte sich weiter Jan Pietersz. Groenlaken und hängte nach der Übernahme des Tuchhandels seines Schwiegervaters am Nieuwendijk 197 das Zeichen zweier grüner Laken (Twee Groene Lakenen) vor das Haus. Er bekleidete mehrere Ämter, so war er 1609, 1613, 1618 und 1619 Inspektor für Maße und Gewichte der Tuchhändlerzunft und von 1620 bis 1622 einer der Vorsteher des Oudezijds Huiszittenhuis an der Prinsengracht. Die seit Anfang des 15. Jahrhunderts von der Stadtverwaltung eingerichteten und zeitweise von der Kirche unterhaltenen Huiszittenhäuser dienten der Unterstützung jener Armen, die nicht obdachlos waren (Huiszitter). Sie wurden von Gremien aus mehreren Vorstehern geleitet und leisteten die Unterstützung von Bedürftigen mit Lebensmitteln und Torf als Hausbrand. Von 1620 bis 1621 war bereits Jan Pietersz. Brughman Leutnant der Schützenkompanie, der zwanzig Jahre später sein Sohn angehörte.
Auch Jan Brughman wurde Tuchhändler und übernahm nach dem Tod der Mutter den elterlichen Tuchhandel. Er heiratete am 3. März 1637 in der Nieuwe Kerk Cecilia Boelen (1618–1650). Das Paar hatte sechs Kinder, von denen fünf sehr früh starben, und lebte am Damrak 64, hinter dem Elternhaus am Nieuwendijk 197. Mit dem Erbe seiner Eltern konnte Jan Brughman 1640 ein Landhaus in Beverwijk kaufen, das Brughman nach dem Tod seiner Ehefrau und dem Rückzug aus dem Geschäft seit 1650 bewohnte. Jan Brughman starb am 1. September 1652 in Beverwijk. Catharina Brughman (1611–1677), eine Schwester Jan Brughmans, und ihr Ehemann Tieleman Roosterman (1597–1672) wurden 1634 durch Frans Hals porträtiert. Die Mitglieder des Rembrandt Research Project stellten 1989 im dritten Band ihres Corpus of Rembrandt Paintings eine Ähnlichkeit von Jan Brughmans nicht mehr vorhandener Abbildung auf der Nachtwache (also nach einer der Kopien) mit dem von Rembrandt 1639 oder 1640 gemalten Porträt eines Mannes mit einem Hut in den Händen fest. Da der dort abgebildete Mann etwa vierzig Jahre alt ist, kann es sich nicht um den deutlich jüngeren Jan Brughman handeln. Ein Cousin Jan Brughmans war nach 1625 in der heutigen Jodenbreestraat, neben dem Museum Het Rembrandthuis, der Vermieter von Hendrick van Uylenburgh, dem Kunsthändler und Geschäftspartner Rembrandts und Onkel von dessen Ehefrau Saskia van Uylenburgh.

## Jacob Dircksz. de Roy

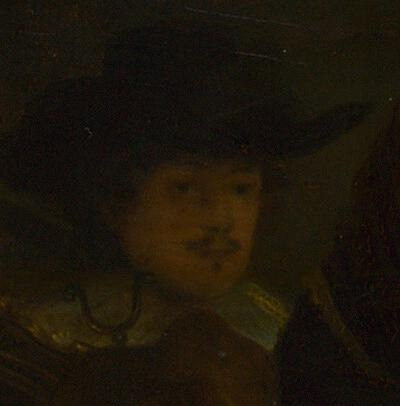
Jacob Dircksz. de Roy

Jacob Dircksz. de Roy wurde am 13. Juni 1601 in Amsterdam geboren. Seine Eltern waren der protestantische Bierimporteur Dirck Jacobsz. (1574–1601) und dessen katholische Ehefrau Mary Thomasdr (1579–1601). Nachdem beide Eltern an der Pest gestorben waren, wurde Jacob von Verwandten seiner Mutter katholisch erzogen. Er heiratete am 18. Januar 1626 Maria Jan Bontendr. (1602–1667), die Tochter des alteingesessenen und angesehenen Tuchhändlers Jan Gerritsz. Bont (1565–1627). Das Paar hatte sechs Kinder, von denen zwei früh starben, und lebte am Nieuwendijk 196. Jacob Dircksz. de Roy stieg in den Tuchhandel seines Schwiegervaters ein, dessen Vater zwischen 1572 und 1591 viele Male Vorsteher der Tuchmacherzunft war. Jan Gerritsz. Bont war Begründer der zunächst verdeckt arbeitenden katholischen Armenfürsorge. Als gläubiger Katholik und Tuchhändler übte Jacob Dircksz. de Roy eine Reihe von Ämtern aus. Er war von 1628 bis 1654 als Nachfolger seines Schwiegervaters Gouverneur der römisch-katholischen Fürsorgestelle für arme Alte. 1639, 1642, 1645, 1648, 1650, 1655 und 1656 war de Roy Inspektor für Maße und Gewichte. 1640, 1643, 1646, 1647, 1649, 1654, 1657 und 1658 wurde er zum Vorsteher der Tuchmacherzunft gewählt. Jacob Dircksz. de Roy nahm am kulturellen Leben Amsterdams regen Anteil. 1641/42 und 1651/52 war er Gouverneur der Schouwburg van Van Campen, des ersten Theatergebäudes in Amsterdam an der Keizersgracht 384. Dessen Leitung war überwiegend katholisch, de Roy arbeitete dabei mit dem Maler Claes Cornelisz. Moeyaert (1591–1655) und dem Dichter und Schriftsteller Jan Vos zusammen. Jacob Dircksz. de Roy wurde am 6. März 1659 in der Nieuwe Kerk begraben.

## Sergeant Reijnier Jansz. Engelen

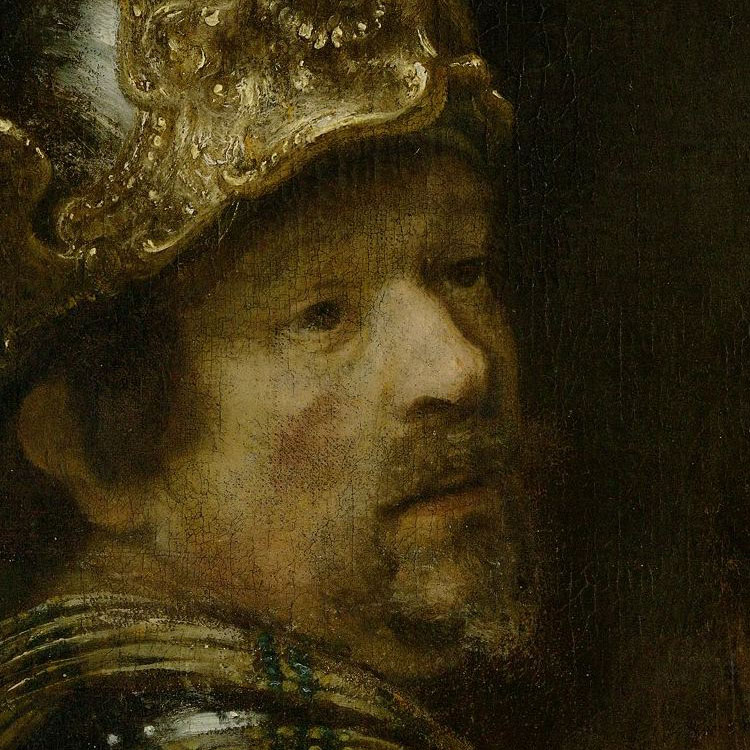
Reijnier Jansz. Engelen

Reijnier Jansz. Engelen wurde am 19. Januar 1588 in der Nieuwe Kerk getauft. Er war der Sohn des Tuchhändlers Jan Engelsz. (1557–1621) und seiner Ehefrau Aeltje Reijers (* 1557). Der Vater wurde zwischen 1607 und 1619 sechsmal zum Inspektor für Maße und Gewichte ernannt, 1615 und 1618 wurde er Vorsteher der Tuchmacherzunft. Reinier heiratete am 27. April 1624 Willemken Wijnants (1603–nach 1651) und lebte mit ihr in einem Haus auf dem Nieuwendijk. Ihre einzige Tochter heiratete einen Kanoniker in Utrecht. Von Reijnier Jansz. Engelen ist nicht viel bekannt. Anders als sein Vater erreichte er kein höheres Amt in der Tuchmacherzunft. 1624 wurde er wegen des Verkaufs nicht zugelassener Tuchwaren mit einer Geldstrafe belegt. Das verhinderte möglicherweise seinen Aufstieg in der Zunft. Er wurde nach Rombout Kemp, aber vor 1640, zum Sergeant in der Kompanie der Musketenschützen des Bezirks II befördert, wahrscheinlich aufgrund seines Dienstalters. Nicht lange, nachdem er auf der Nachtwache dargestellt wurde, zog er an den Londense Kaai auf dem Singel, der im Bezirk III lag. Damit musste er im zweiten Bezirk als Sergeant ersetzt werden. Reijnier Jansz. Engelen wurde am 24. April 1651 in der Nieuwe Kerk begraben.

## Jan Pietersz. Bronckhorst

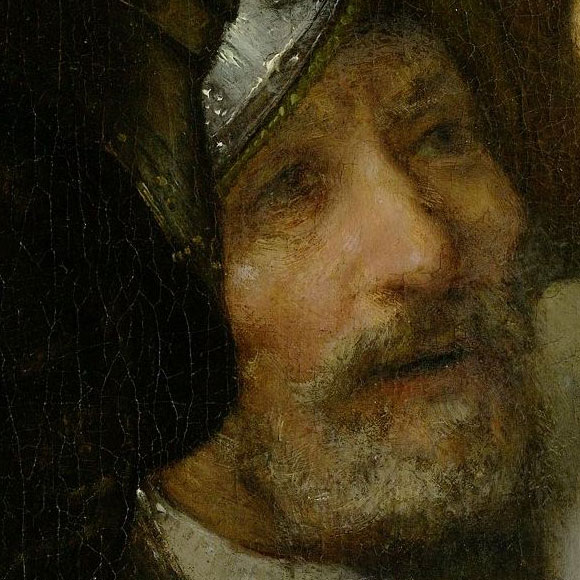
Jan Pietersz. Bronckhorst

Jan Pietersz. Bronckhorst wurde 1587 in Husum geboren. Am 13. Mai 1614 heiratete er in der Nieuwe Kerk Aeltje Huybrechts (1575–1655), die Witwe des Tuchscherers und Tuchmachers Jan Simonsz. Schouten. Die Ehe blieb kinderlos, Aeltje Huybrechts brachte aber aus ihrer früheren Ehe Kinder mit. Deren Vormund war nach dem Tod des Vaters der Schütze Jan Brughman. Jan Brughmans Großvater Pieter Jansz. Groenlaken war Aeltjes Onkel und ihr Trauzeuge bei der ersten Eheschließung. Auch Jan Pietersz. Bronckhorst war als Tuchscherer, Tuchmacher und Tuchhändler tätig. Das Ehepaar lebte am Nieuwezijds Voorburgwal 94. Jan Pietersz. Bronckhorst starb nach dem 17. August 1666 in Maarssen. Er wurde dadurch bekannt, dass er nach dem Bankrott Rembrandts vor Gericht bezeugte, dass er mit fünfzehn weiteren Schützen des Bezirks II insgesamt 1600 Gulden für ihre Porträts auf der Nachtwache bezahlt hatte.

## Herman Jacobsz. Wormskerck

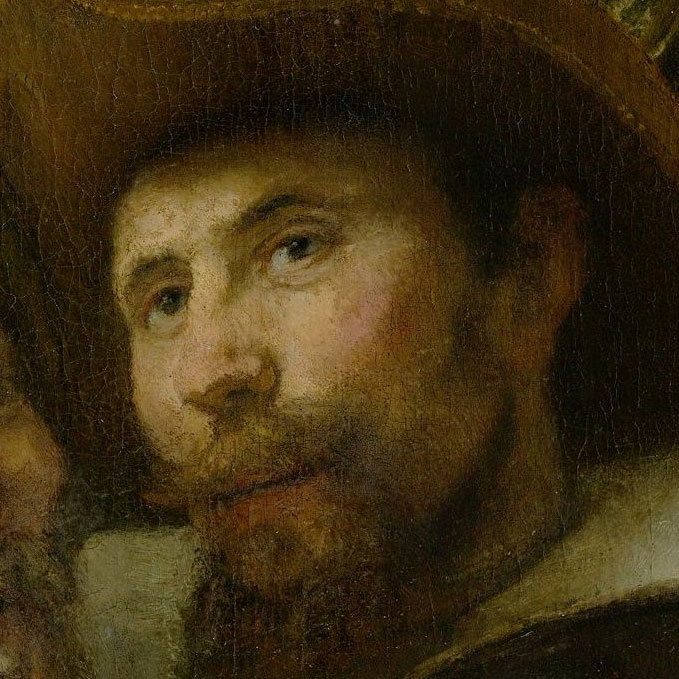
Herman Jacobsz. Wormskerck

Herman Jacobsz. Wormskerck wurde 1590 in Deventer geboren. Am 2. August 1624 heiratete er in der Laurenskerk in Alkmaar Judith Steenhuysen (1587–1666), die Tochter einer Alkmaarer Patrizierfamilie. Das Paar hatte einen Sohn und lebte am Nieuwendijk 201. Herman Jacobsz. Wormskerck war ein Tuchhändler und wurde 1628 Vorsteher der Tuchmacherzunft. 1630 wurde er Diakon in seiner Gemeinde der reformierten Kirche, 1642, 1645 und 1649 bekleidete er das Amt eines Gemeindeältesten. Wormskerck war als Tuchhändler außerordentlich erfolgreich und übergab seinen Tuchhandel und einen Kredit von 60.000 Gulden als Startkapital an einen Neffen seiner Ehefrau. Der führte das Geschäft gemeinsam mit Rombout Kemp, damals Sergeant der Schützenkompanie und Vorsteher der Tuchmacherzunft. Im Januar 1642 kaufte der Privatier Wormskerck ein Haus an der Herengracht 166, in das er mit seiner Familie zog. Er starb am 9. Januar 1653 und wurde am 15. Januar in der Nieuwe Kerk begraben. Der tiefgläubige Wormskerck hinterließ mehrere Stiftungen an religiöse Einrichtungen und eine Studienstiftung für Geistliche, die junge Männer aus gutem Hause aus Deventer oder Amsterdam unterstützte. Wormskerck und seine Ehefrau hinterließen ein Vermögen von mehr als 370.000 Gulden.

## Elbert Willemsz. Swedenrijck

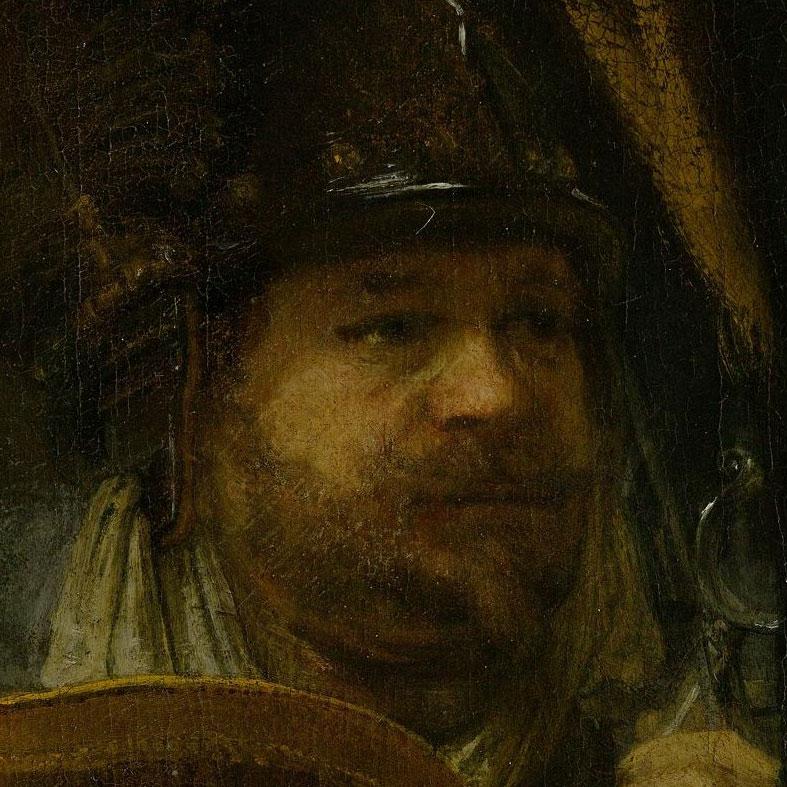
Elbert Willemsz. Swedenrijck

Elbert Willemsz. Swedenrijck oder Elbert Willem Louwerijszsz. wurde 1589 im Haus seines Großvaters Albert Ghijsbertsz. am Nieuwendijk 196 als Sohn des aus Antwerpen stammenden Kaufmanns und Fischhändlers Guilliam Louwerijsz. (1561–1629) und seiner Ehefrau Truitje Elberts (* 1564) geboren. Er wurde katholisch getauft, seine ab 1591 geborenen Geschwister hingegen als Protestanten. Auch Elbert Willemsz. wurde Kaufmann und Fischhändler. Er heiratete am 5. April 1626 in der Nieuwe Kerk Elisabeth Lenaerts (1607–1667), das Ehepaar lebte am Nieuwendijk. Elbert Willemsz. wurde am 4. November 1644 in der Zuiderkerk begraben und hinterließ seinen Kindern ein Geschäft im Wert von 90.000 Gulden. Erst nach seinem Tod taucht er erstmals mit dem Namen Elbert Willemsz. Swedenrijck in den Akten auf. Sein sehr wohlhabender Sohn Guilliam Swedenrijck (1633–1691) baute 1672 in der Gouden Bocht, an der Herengracht 462, ein großzügiges Stadthaus, das bis heute als Sweedenrijk besteht.

## Jan Aertsz. van der Heede

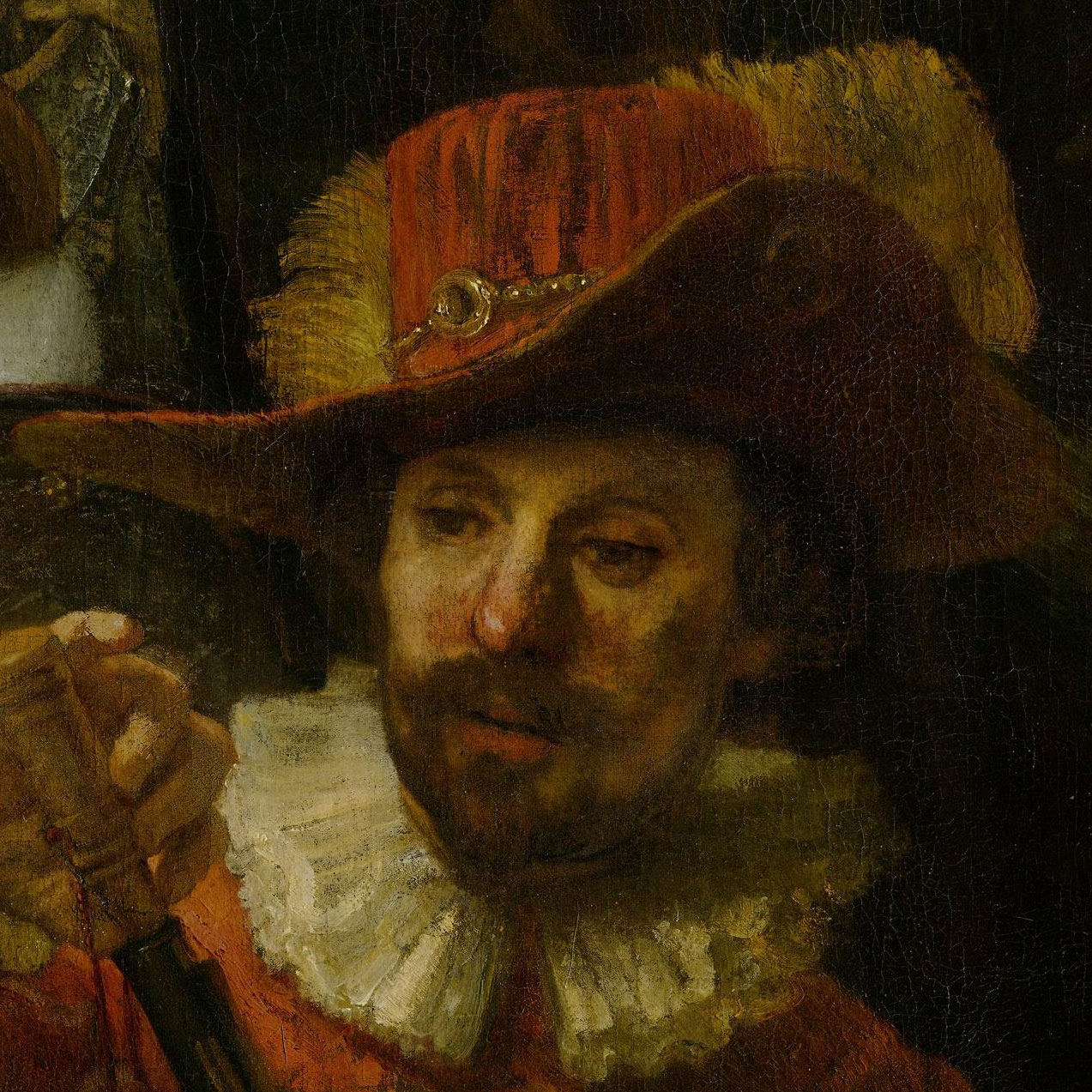
Jan Aertsz. van der Heede

Jan Aertsz. van der Heede wurde 1610 in Driebruggen geboren. Er war der Sohn von Aert Hugensz., der von 1592 bis 1621 als Baljuw der Ambachtsherrlichkeit Lange Ruige Weide mit dem Hauptort Driebruggen nachgewiesen ist, und seiner Ehefrau Margaretha Amels van der Heede. Der Remonstrant van der Heede kam in den 1630er Jahren nach Amsterdam, wo einige seiner Verwandten als Kaufleute und Lebensmittelhändler lebten. Er schloss mit dem Händler Gijsbert Lambertsz. Schouten einen Vertrag auf die Dauer von acht Jahren, über die Einrichtung und Unterhaltung eines gemeinsamen Geschäfts und Haushalts ab dem 1. Mai 1635. Das Haus am Damrak 84 gehörte dem Großvater des Musketiers Jan Ockersen. Nach dem Ablauf der acht Jahre führten die beiden Teilhaber ihre Geschäfte getrennt weiter, van der Heede am Damrak 71. Jan Aertsz. van der Heede heiratete am 19. Juli 1643 in Rotterdam Anna van Hoorn (1619–1666). Das Paar hatte fünf Kinder, von denen drei früh starben. Van der Heedes Haus lag in jenem Teil des Bezirks II, der 1650 bei der Neuordnung der Bezirke dem Bezirk XXI zufiel. Dort wurde er Sergeant der Schützenkompanie. Jan Aertsz. van der Heede wurde am 11. Mai 1655 in der Oude Kerk begraben. Anna van Hoorn heiratete 1665 erneut, Arnout Hellemans Hooft (1629–1680).

## Fähnrich Jan Cornelisz. Visscher

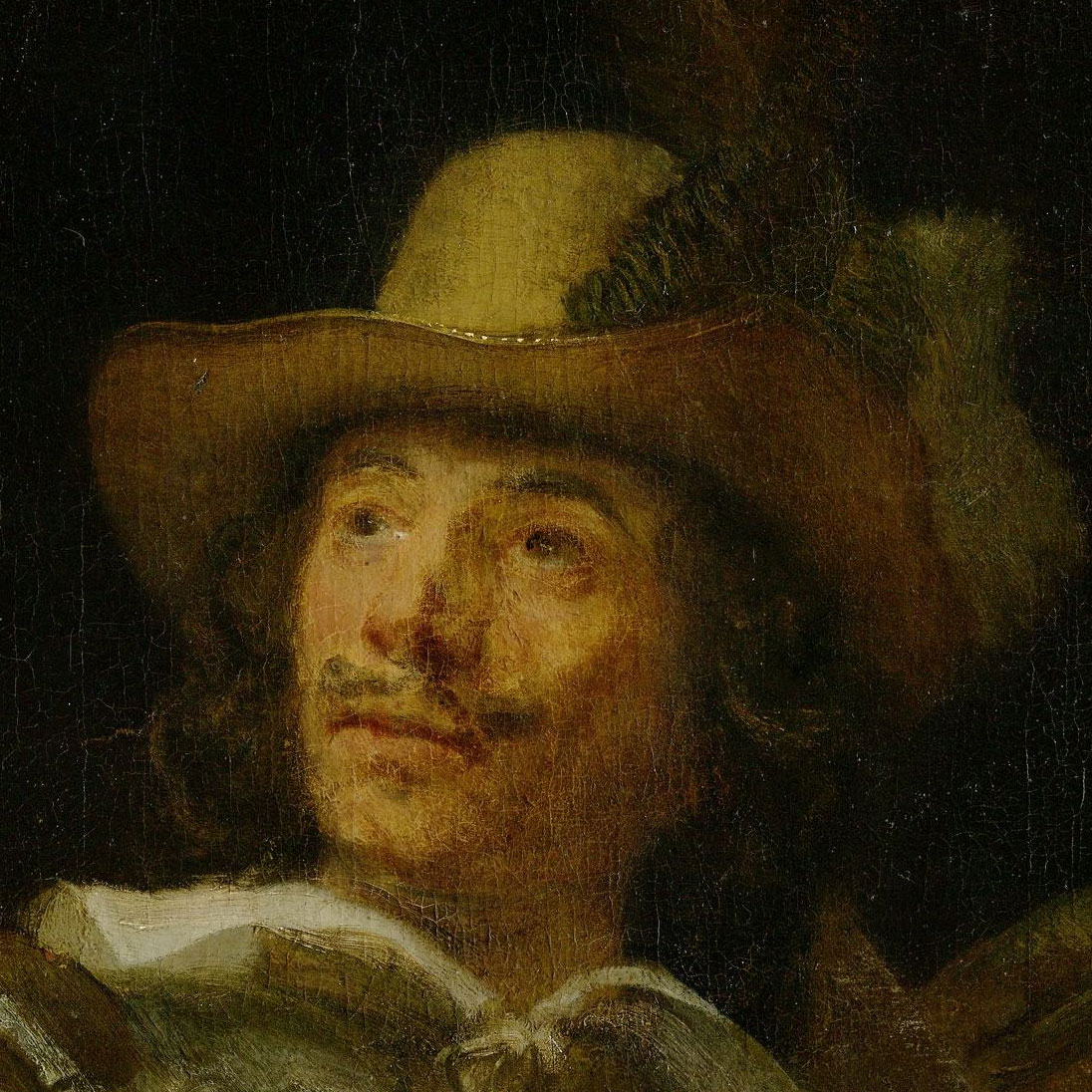
Jan Cornelisz. Visscher

Jan Cornelisz. Visscher (oder Jan Visscher Cornelisen) wurde am 22. Juni 1610 in der Amsterdamer Nieuwe Kerk getauft. Er war der Sohn des Kaufmanns Cornelis Jansz. Visscher (1584–1610/1614) und seiner Ehefrau Hillegont Jans (1584–1654). Jan wuchs im Haus der Familie am Nieuwezijds Achterburgwal auf, der heutigen Spuistraat 125a. Nach dem sehr frühen Tod seines Vaters wuchs Jan Cornelisz. Visscher als Einzelkind im Haushalt seiner Großmutter Jannetje Cornelis (1554–1641) und seiner Mutter auf. Seine Großmutter war mit den Patrizierfamilien Bicker, Boelens Loen und De Graeff verwandt, und möglicherweise war Visscher ein Protegé Andries Bickers. Jan Cornelisz. Visscher war wie seine Vorfahren als Kaufmann tätig und betrieb Handel mit den alten Gebieten der Hanse rund um die Ostsee. Er wurde im Spätsommer oder Herbst 1637 Fähnrich der Schützen des Bezirks II, als Nachfolger eines nach nur wenigen Monaten im Dienst verstorbenen Vorgängers. Als gut situierter Junggeselle entsprach er den Anforderungen, die an einen Fähnrich gestellt wurden, und wegen seiner Jugend, seiner stattlichen Erscheinung und als Standartenträger wurde er zum Aushängeschild der Kompanie. Jan Cornelisz. Visscher war ein kunstsinniger und hochgebildeter Mann mit einer umfangreichen Bibliothek und mehr als fünfzig Gemälden in seinem Haus.
Jan Cornelisz. Visscher blieb zeitlebens Junggeselle und wurde am 29. Juli 1650 in der Oude Kerk begraben. Wahrscheinlich erfolgte die Beerdigung in einer Grabstelle der Familie Bicker. Visschers Mutter Hillegont Jans setzte in einem nach dem Tod ihres Sohnes verfassten Testament Andries Bicker, dessen Ehefrau und deren zwei Söhne als Erben ein. Kurz nach Jan Cornelisz. Visschers Tod veröffentlichte der Dichter Jan Vos das folgende Gedicht:
Den E. Heer Jan de Visscher, Vaandraager van de Burgery t'Amsterdam

Dus ziet men Visscher, die het vaandel heeft gezweit:

Maar toen het woeste heir de Stadt aan 't Y deedt vreezen,

Heeft hy van spyt zyn vaân en leeven afgeleit.

Zoo toont de jongling zich van Bikkers bloedt te weezen:

Dien Bikker, die zyn Staat, tot heil van 't volk, verliet.

Een vrye ziel gedoogt niet dan een vry gebiedt.
Dem ehrenwerten Herren Jan de Visscher, Flaggenträger der Bürgerschützen von Amsterdam

So sehen wir Visscher, der die Fahne geschwungen hat:

Aber als das wilde Heer die Stadt an der IJ bedrohte,

Gab er traurig Fahne und Leben ab.

So erwies der Jüngling sich als von Bickers Blut:

Als Bicker die Stadt um das Wohl des Volkes verließ.

Eine freie Seele kann nur an einem freien Ort leben.
Das verklärende Gedicht gibt die historischen Ereignisse nicht korrekt wieder. Die Truppen Wilhelm II. von Oranien sollten Amsterdam am 29. Juli 1650 überraschend angreifen, dem Tag von Jan Cornelisz. Visschers Begräbnis. Die Angreifer verloren sich in einem heftigen Gewittersturm und erschienen erst am 30. Juli vor den nun stark gesicherten Stadttoren. Statt zu einer militärischen Auseinandersetzung kam es zu Verhandlungen. In deren Verlauf gelang es Cornelis de Graeff, Andries Bicker und seinen Bruder Cornelis Bicker zum Rückzug aus der Stadtregierung zu bewegen und so Amsterdam vor der Belagerung oder Erstürmung zu bewahren. De Graeff wurde Regent von Amsterdam und konnte auch die Wahl seines Schwagers Frans Banninck Cocq zum Bürgermeister erreichen.

## Claes van Cruijsbergen

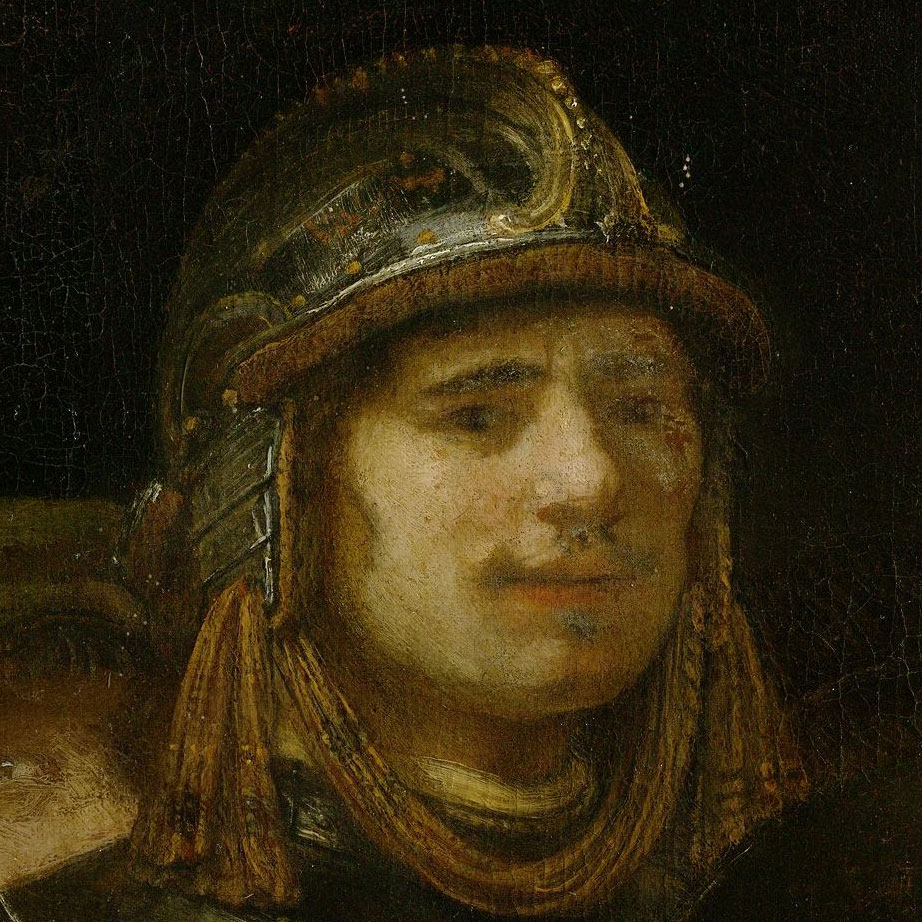
Claes van Cruijsbergen

Claes van Cruijsbergen wurde am 26. Februar 1613 in der Nieuwe Kerk getauft. er war der Sohn von Frans Jacobsz. van Cruysbergen (1581–1640) Aeltje Jacobsdr. Hoyngh (1582–nach 1641). Der Vater war Händler in Amsterdam, wo er 1609 Küster der Nieuwe Kerk war. 1619 ist er als Brauer in einem Gasthaus in Weesp nachgewiesen, dort war er auch als Steuer- und Zolleinnehmer tätig und starb 1640. Zwei Großväter von Claes van Cruijsbergen waren Regenten von Amsterdam: Jacob Fransz. Oetgens († 1595) und Jacob Gerritsz. Hoyngh (1555–1625), der von 1589 bis 1625 Hauptmann des Bezirks III war. Als Hoyngh 1618 von Moritz von Oranien zum Bürgermeister ernannt wurde hätte er eigentlich aus dem Dienst in der Bürgerwehr ausscheiden müssen, blieb aber im Amt. Sein Enkel Claes van Cruijsbergen blieb unverheiratet und war in Amsterdam als Händler und Kaufmann tätig, er ist mit seinem Geschäft von 1639 bis 1645 auf dem Damrak nachgewiesen. 1650 scheint er sein Geschäft aufgegeben zu haben, er bewohnte ein gemietetes Haus auf dem Singel 62. Innerhalb der Bürgerwehr stieg er auf und wurde am 5. Februar 1651 Profos. Als solcher bezeugte er 1659, dass Rembrandt van Rijn für die Nachtwache im Kloveniersdoelen von den abgebildeten Schützen mit insgesamt 1600 Gulden bezahlt wurde. Claes van Cruijsbergen wurde am 16. Mai 1663 in der Bogenschützenkapelle der Oude Kerk begraben.

## Hauptmann Frans Banninck Cocq

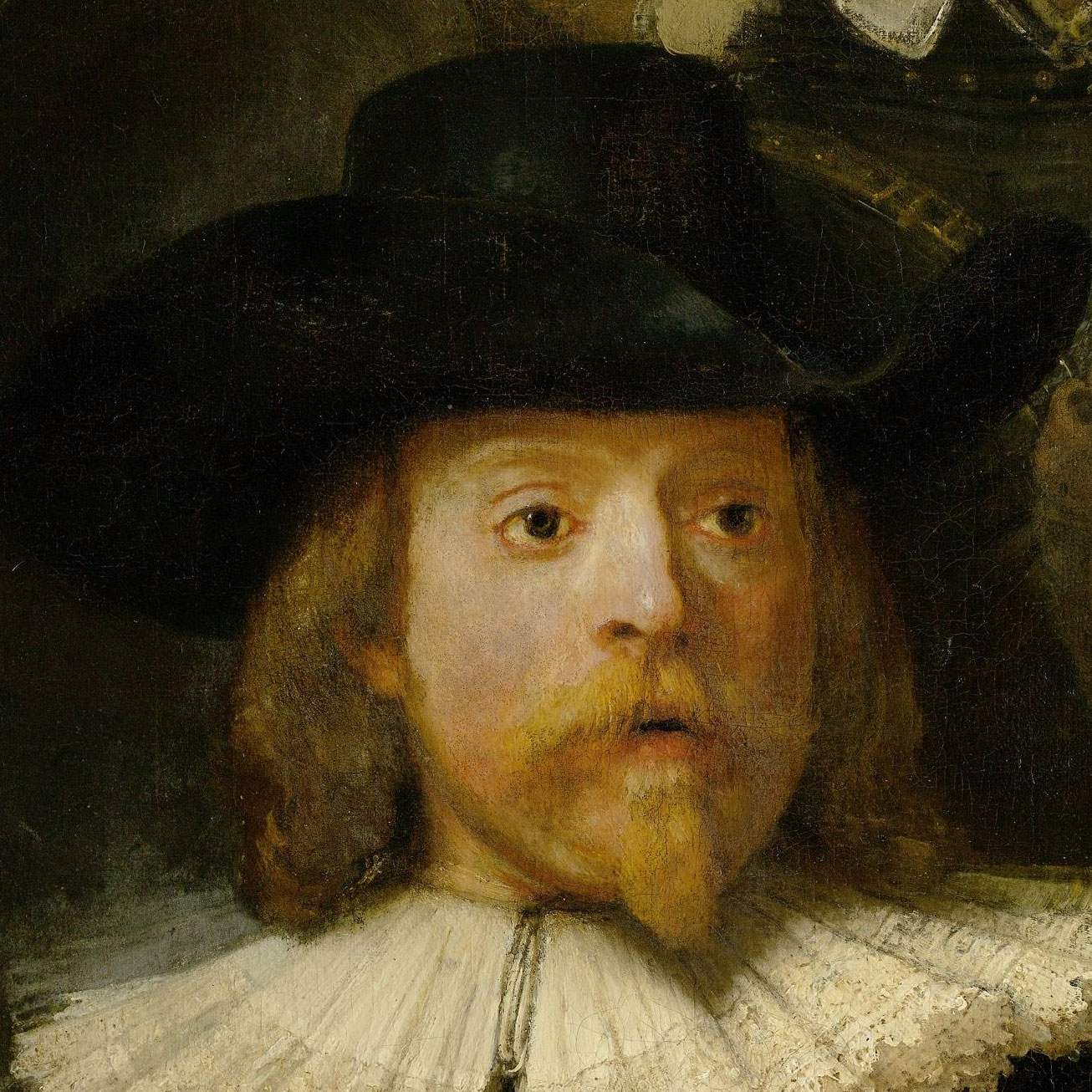
Frans Banninck Cocq

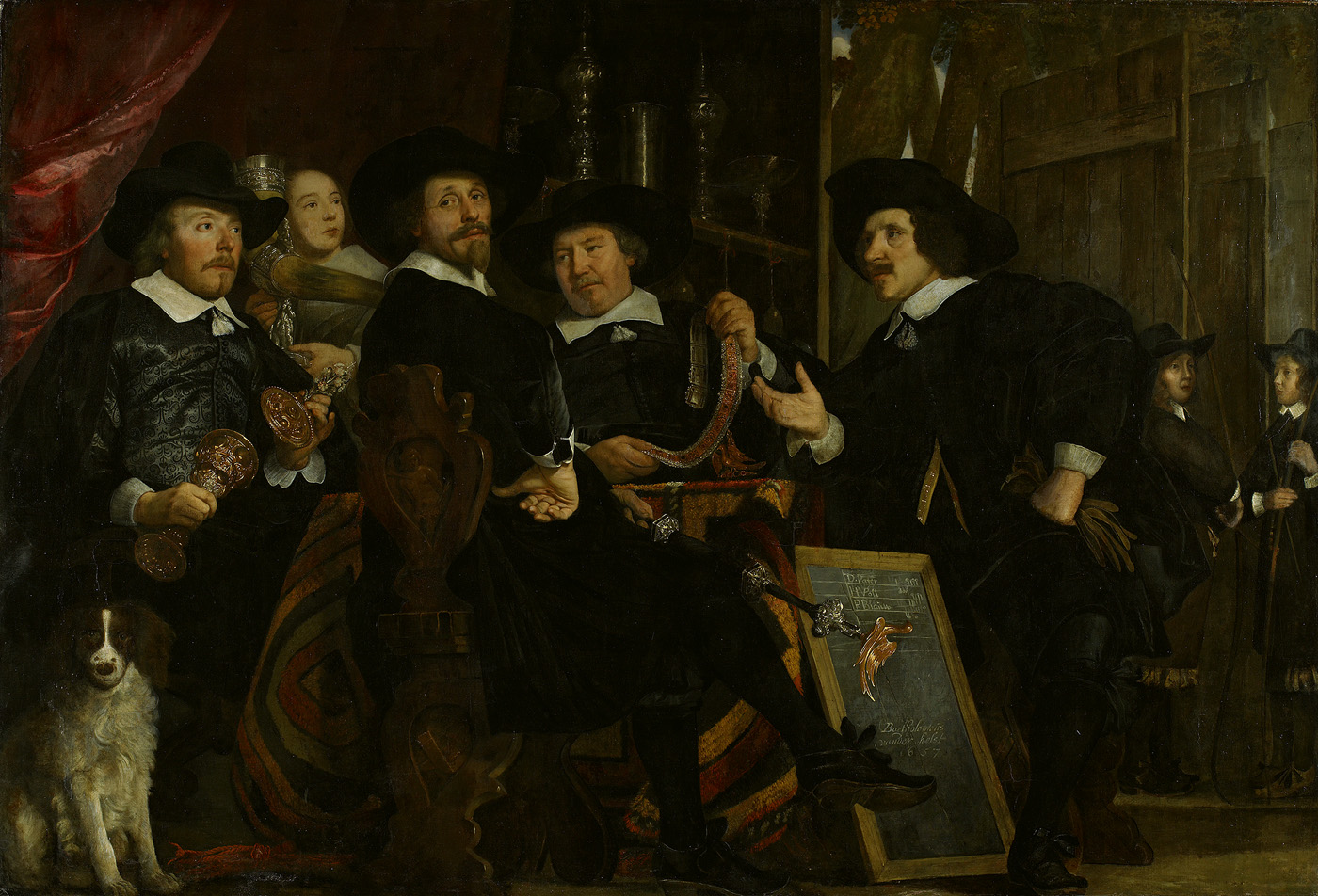
Frans Banninck Cocq (links, mit Prunkpokal) auf dem Gruppenporträt Die Vorsteher der Bogenschützengilde, Bartholomeus van der Helst, 1653, Öl auf Leinwand, 183 × 268 cm, Amsterdam Museum

Frans Banninck Cocq, Heer von Purmerland und Ilpendam (Iure uxoris, seit 1631) übte von 1634 bis zu seinem Tod 1655 öffentliche Ämter in Amsterdam aus, zuletzt als Bürgermeister. Er wurde zunächst 1635 als Leutnant des Bezirks I Offizier der Amsterdamer Musketenschützen. Um 1639 wechselte er als Hauptmann in den Bezirk II, von 1646 bis zur Wahl zum Bürgermeister 1650 war er Oberst der Bürgerwehr. Von 1648 bis 1654 war Banninck Cocq als Gouverneur des Handboogdoelen, des Hauptquartiers der Bogenschützen, Mitglied eines vierköpfigen Führungsgremiums, dem die Verwaltung der Bogenschützengilde und ihres festen und beweglichen Vermögens oblag. 1648 wurde er als Ritter in den französischen Ordre de Saint-Michel aufgenommen.

## Jan Ockersen

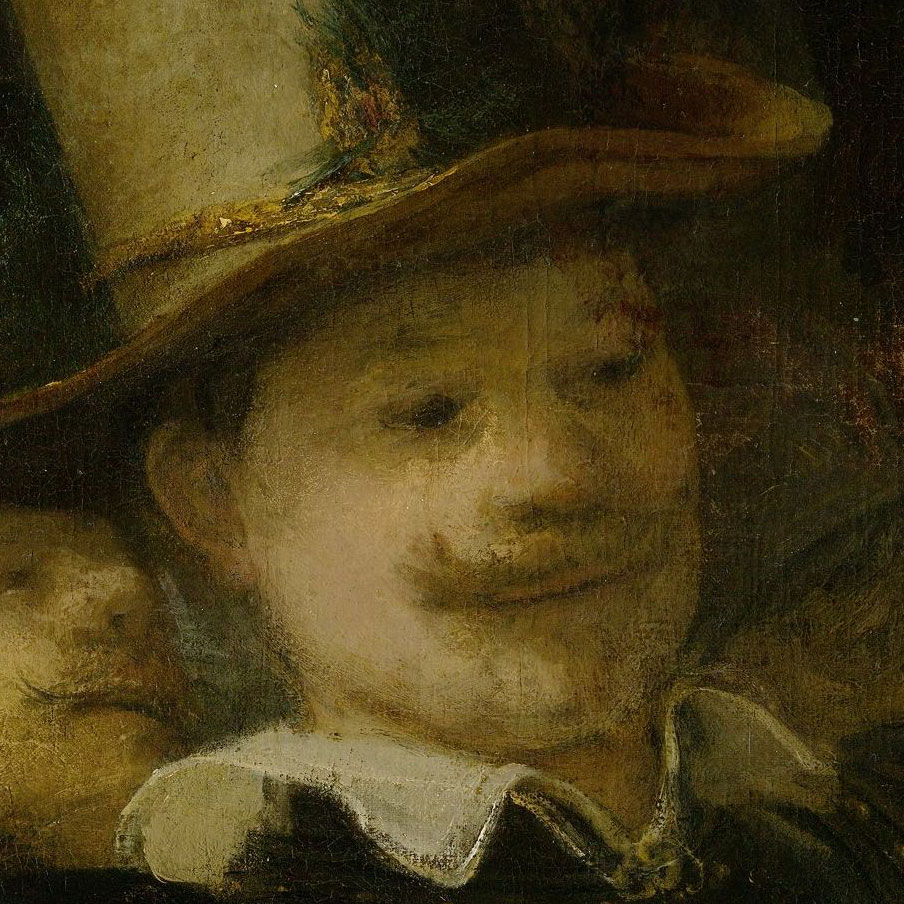
Jan Ockersen

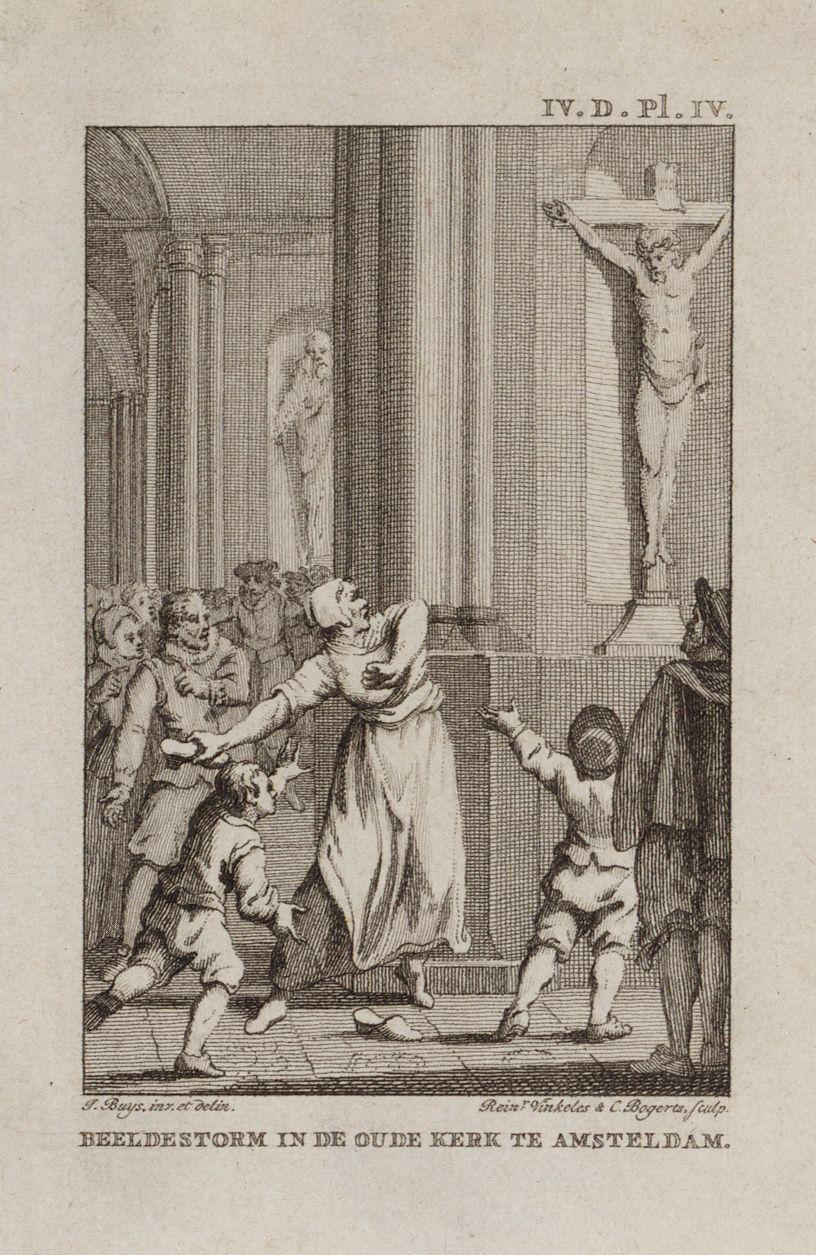
Bildersturm in der Oude Kerk in Amsterdam, Reinier Vinkeles und Cornelis Bogerts, Kupferstich nach Jacobus Buys, um 1790

Jan Ockersen wurde am 22. Januar 1599 in der Oude Kerk getauft. Er war der Sohn des Tuchhändlers Ocker Jansz. (1554–1623) und seiner Ehefrau Heijlken Goverts (1566–1617). Am 7. Dezember 1621 heiratete er in der St.-Bavo-Kirche in Haarlem Wijntje Cornelis Braber († 1664) aus Rotterdam. Das Paar hatte zehn Kinder, von denen drei im Kindesalter starben, und lebte am Nieuwendijk 181. Wie sein Vater wurde auch Jan Ockersen Tuchhändler, und er bekleidete wiederholt wichtige Ämter in der Tuchmacherzunft. Von 1634 bis 1636, 1640, 1641, 1643, 1644, 1647 und 1649 war er Inspektor für Maße und Gewichte und 1638, 1639, 1644 bis 1646, 1648 und 1651 Vorsteher der Tuchmacherzunft. Von 1650 bis 1652 war er Leutnant im Bezirk XXI der Amsterdamer Bürgerwehr. Er wurde am 19. März 1652 in der Oude Kerk begraben. Der Maler Jan Adriaensz. Ockers (1584–1653) war sein Cousin.
Jan Ockersens Familie erlangte eine gewisse Bekanntheit durch die Beteiligung der Schwester seiner Großmutter an der Verwüstung der Oude Kerk während des reformatorischen Bildersturms. Am 23. August 1566 riss ihre Magd Trijn Hendricksdr. – unter der Folter erpressten Geständnissen zufolge – in der Sebastianskapelle der Kirche Kerzenleuchter und Vorhänge herunter und half beim Herunterholen der Statuen von ihren Sockeln. Unterdessen warf Weijn Adriaen Ockersdr., auch als Lange Weijn bekannt († 1568), einen ihrer Schuhe auf ein silbernes Marienbild. Dieser Akt, den Schuh auf das Abbild der Jungfrau Maria zu werfen, erregte derartiges Aufsehen, dass er noch Generationen später von Künstlern als Symbol für den Bildersturm dargestellt wurde. 1567 wurde der Herzog von Alba von Philipp II. mit dem Auftrag in die Niederlande geschickt, die Unruhen zu beenden, die Vorherrschaft der katholischen Kirche wiederherzustellen und die Verantwortlichen für den Bildersturm zu bestrafen. Im März 1568 wurde Weijn Adriaen Ockersdr. verhaftet, unter der Folter verhört, zum Tode verurteilt und wie ihre Magd am 22. Juni 1568 auf dem Dam in einem Weinfass ertränkt.

## Jan Adriaensz. Keijser

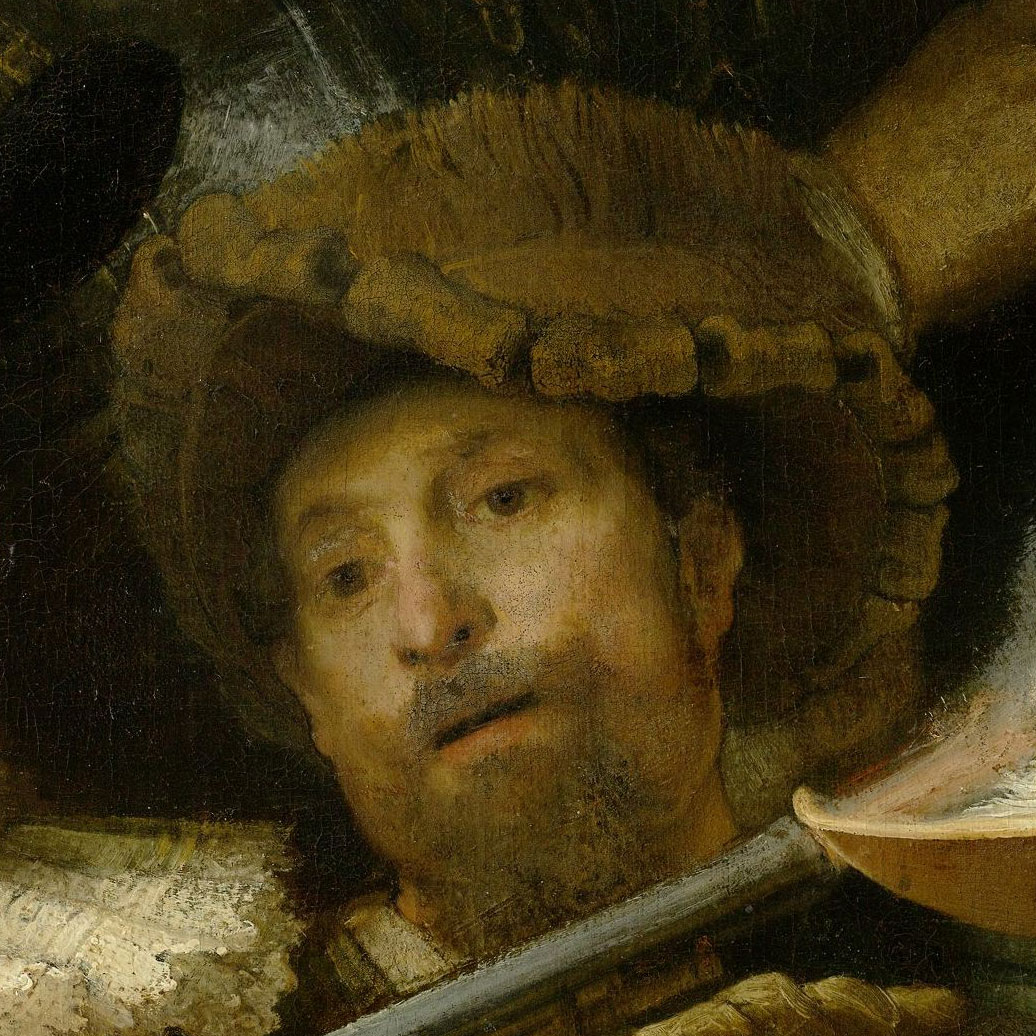
Jan Adriaensz. Keijser

Jan Adriaensz. Keijser wurde am 4. Dezember 1594 in der Oude Kerk getauft. Seine Eltern waren der aus Gent stammende Steinmetz Adriaen Lourensz. (1568–ca. 1604) und Giertje Jans Keijser (1567–nach 1631). Er heiratete am 20. Oktober 1615 in der Oude Kerk Anna Garniers (1598–1678). Das Paar hatte mindestens sieben Kinder, von denen vier noch im Kindesalter starben. Von 1615 war Jan Adriaensz. Keijser im Weinhandel tätig, zunächst als Gehilfe eines Weinhändlers und später als selbständiger Weinhändler. Von 1625 bis 1659 war er Mitglied der Gilde der Weinhändler. 1632 ist er als Kaufmann nachgewiesen. Jan Adriaensz. Keijser diente für eine unbestimmte Zeit als Waffenmeister in der Schützenkompanie des Bezirks II. Dabei zog er aus seinen Kontakten innerhalb der Schützengilde auf persönlichen Nutzen. Von 1654 bis 1664 war er Sommelier des Handboogsdoelen, des Schützenhauses der Bogenschützengilde. In dieser Position folgte er der im Dezember 1653 verstorbenen Catharina de Wolf nach, die auf dem oben abgebildeten Gemälde Die Vorsteher der Bogenschützengilde den Vorstehern den Wein reicht. Die Stelle wurde von einem Bürgermeister besetzt, in diesem Fall von seinem früheren Hauptmann Frans Banninck Cocq. Jan Adriaensz. Keijser war ein Onkel des Genremalers Gabriel Metsu, eines Sohnes seiner Schwägerin Jacquemijntje Garniers (1590–1651), und begleitete seinen Neffen am 12. April 1658 als Trauzeuge zu dessen Hochzeit mit Isabella Wolff. Er wurde am 31. Januar 1664 in der Nieuwe Kerk begraben. Sein Sohn Johannes Keijser (1629–1685) wurde ebenfalls Weinhändler und konnte 1670 an der Herengracht 144 ein eigenes Haus beziehen.

## Walich Schellingwou

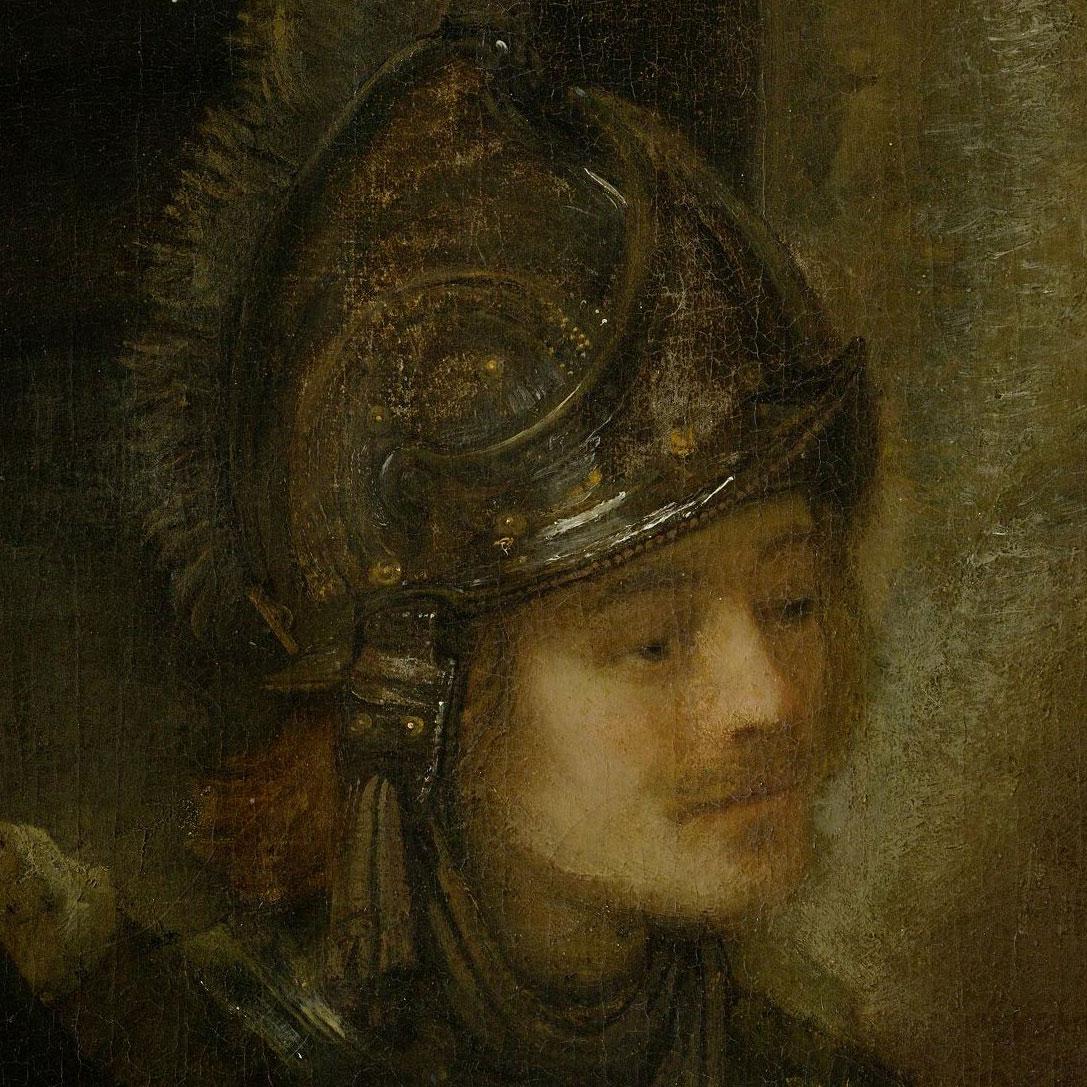
Walich Schellingwou

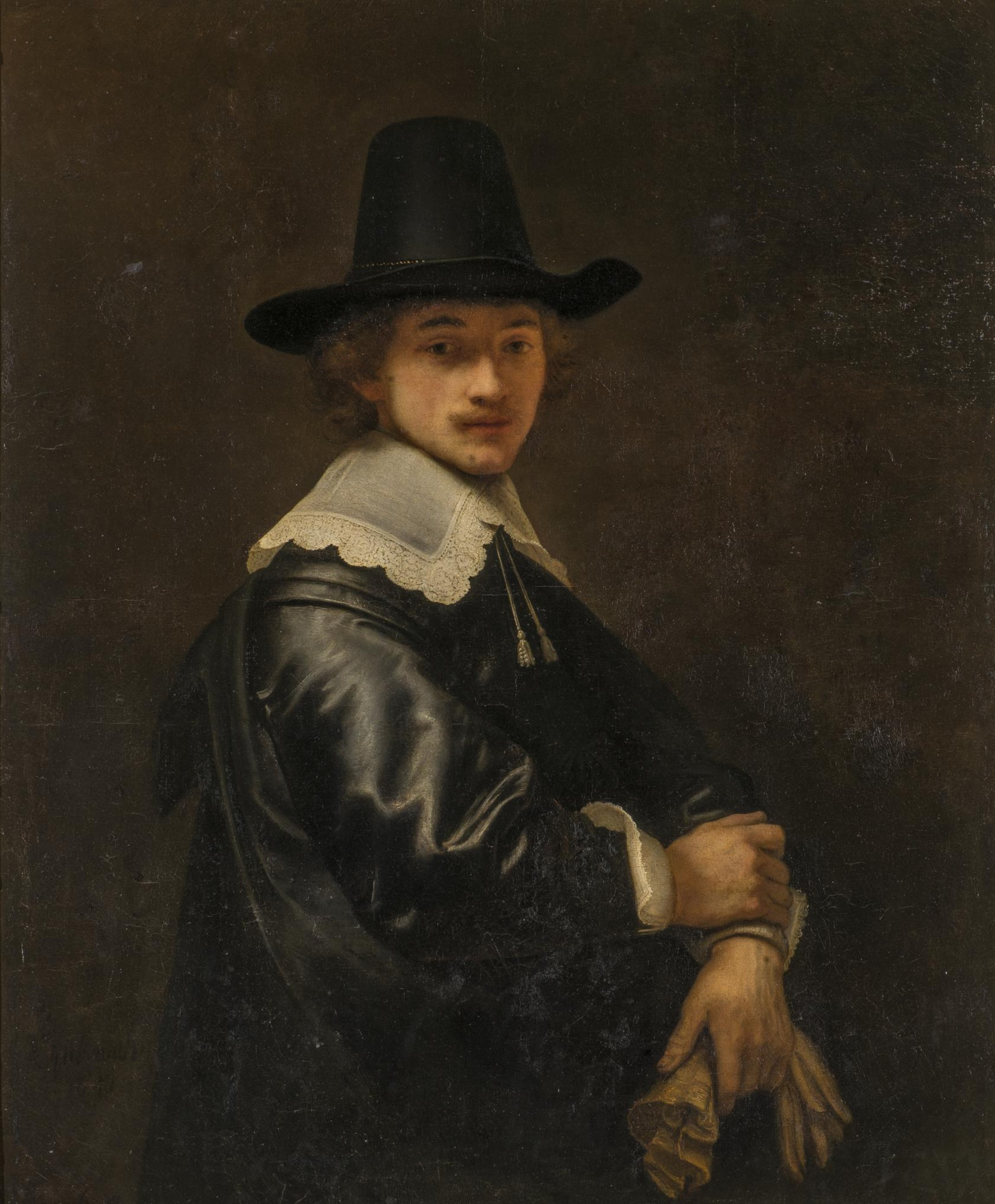
Porträt des Walich Schellingwou, unbekannter Maler, 1641, 112 × 93 cm, Öl auf Leinwand, Eremitage, Sankt Petersburg

Walich Schellingwou wurde am 21. März 1613 in der Oude Kerk getauft. Er war der Sohn des Tuchhändlers Jan Theunisz. Schellingwou (1579–1657) und seiner Ehefrau Duijfje Walichs (1580–1624). Die Mitglieder der Familie Walich waren seit achtzig Jahren als Tuchhändler am Nieuwendijk tätig und stellten zwischen 1583 und 1627 in fast jedem Jahr einen der Vorsteher der Tuchmacherzunft. Auch der Vater bekleidete in der Tuchmacherzunft über viele Jahre wichtige Ämter, so war er von 1606 bis 1625 siebenmal Inspektor für Maße und Gewichte und wurde zwischen 1609 und 1627 elf Mal zum Vorsteher der Zunft gewählt. Er war Mitglied der Schützen und wurde 1626 Profos seiner Kompanie. Walich Schellingwou ergriff den Beruf des Weinhändlers und heiratete am 1. Mai 1641 in der Nieuwe Kerk Margarieta Backers (1618–1687). Das Paar hatte fünf Söhne, von denen einer im Kindesalter starb. Sie lebten zunächst am Nieuwendijk 198, das Haus besteht heute noch, und zogen 1645 in zwei Häuser an der Herengracht 181 und 183. Da der Platz dort für Schellingwous Weinlager nicht ausreichte, mietete er sich gegenüber, im Haus Herengracht 166, von seinem Kameraden Herman Jacobsz. Wormskerck Kellerräume an.
Walich Schellingwou wurde am 5. Juli 1653 in der Marienkapelle der Oude Kerk begraben. Das erstellte Inventar seines Vermögens enthielt ein Familienporträt mit vier oder fünf Söhnen und zwei großformatige Porträts Schellingwous und seiner Ehefrau. Die Gemälde blieben zunächst im Familienbesitz und gelangten dann in den Kunsthandel. Das Familienbild und das Porträt Margarieta Backers sind verschollen, das Porträt Walich Schellingwous kam in die Sammlung Louis-Antoine Crozat und mit dieser in die Eremitage in Sankt Petersburg. Das Porträt ist wahrscheinlich ein Hochzeitsporträt aus dem Jahr 1641. Es trug seinerzeit die gefälschte Signatur Rembrandts, der Maler ist unbekannt. Auf der Liste der Gläubiger befand sich auch der Maler Bartholomeus Breenbergh, der 1633 Walichs Cousine Rebecca Schellingwouw geheiratet hatte und dessen Hochzeitsporträts von Jacob Adriaensz. Backer gemalt wurden.

## Leutnant Willem van Ruytenburgh

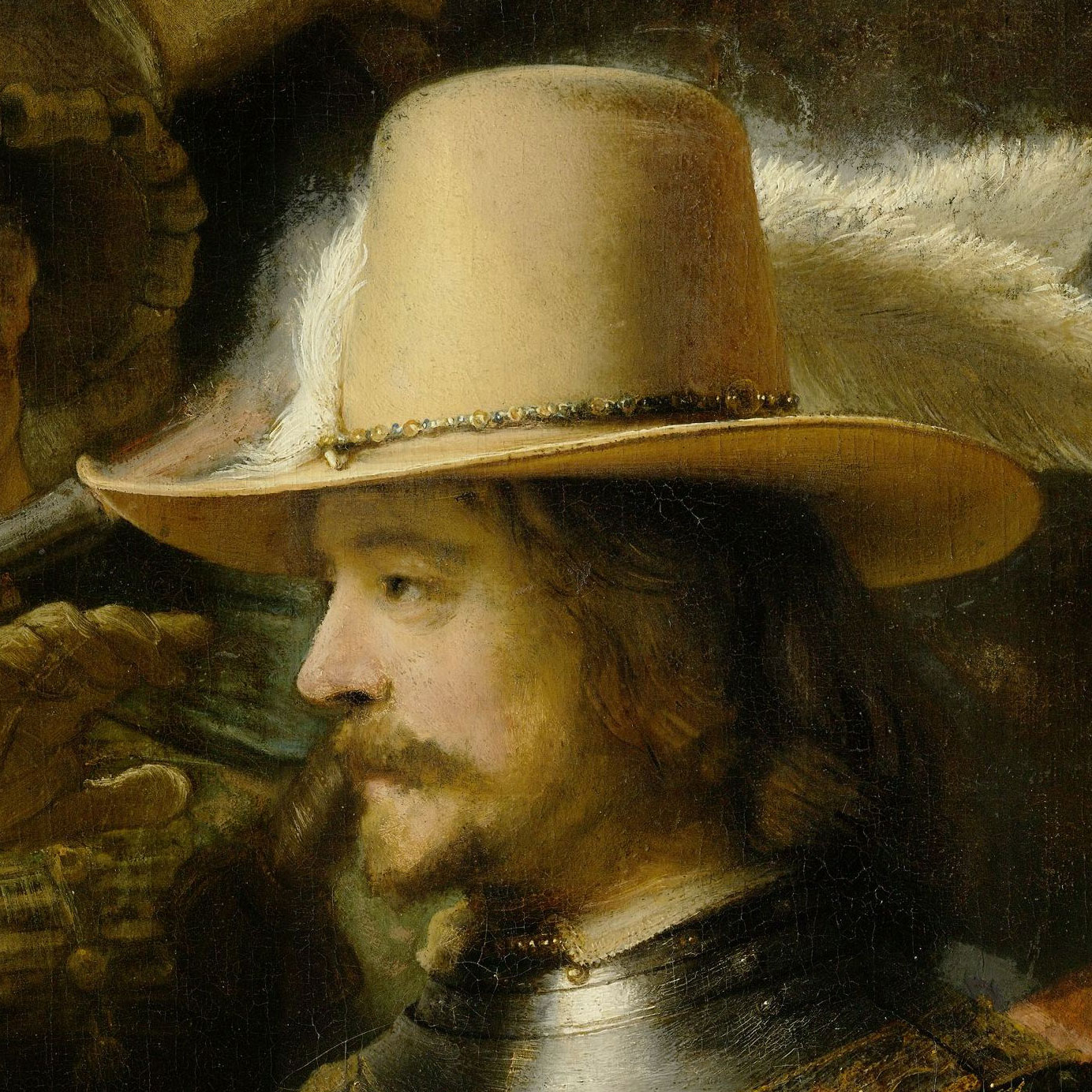
Willem van Ruytenburgh van Vlaardingen

Willem van Ruytenburgh van Vlaardingen, Heer von Vlaardingen, Vlaardingerambacht, Babberspolder, Nieuwenhoorn, Nieuwe Goote, Ouden Nieuw-Kraeyertspolder und Brielse Nieuweland (seit 1627),
wurde am 13. August 1600 in der Amsterdamer Oude Kerk getauft. Er war der Sohn von Pieter Gerritsz. (1562–1627) und Aeltje Pieters (1561–vor 1626). Zum Zeitpunkt der Geburt des kleinen Willem führten die Familienmitglieder schlichte bürgerliche Namen, sein Vater handelte in Amsterdam mit Gewürzen und anderen Kolonialwaren. Von 1616 bis 1627 war er in Amsterdam Mitglied der Kommission für Waisenfürsorge. Das Elternhaus Willems befand sich als letztes Haus der Warmoesstraat am Dam in Amsterdam, damals einer angesehenen Adresse. Das Haus wurde bereits 1402 urkundlich erwähnt und wurde 1538, als es Willems Urgroßvater gehörte, Ruytenburch genannt. Es wurde im frühen 20. Jahrhundert abgerissen. 1606 zog die Familie in ein neu gebautes Haus am Oudezijds Achterburgwal 45/47, das von ihnen wiederum Ruytenburch genannt wurde. Seither fügte Pieter Gerritsz. seinem Namen Ruytenburch oder sogar van Ruytenburch zu, um ihm einen vornehmen Klang zu geben.
Während eines zwölfjährigen Waffenstillstands von 1609 bis 1621, der den Achtzigjährigen Krieg unterbrach, trennten sich zahlreiche Grundbesitzer, viele von ihnen Adelige aus den südlichen Provinzen, von ihrem Grundbesitz im Norden. Potentielle Käufer waren die zu großem Wohlstand gelangten Bürger Amsterdams und anderer Städte. So kaufte auch Pieter Gerritsz. van Ruytenburch wiederholt Ländereien, wie 1611 Vlaardingen und Vlaardingerambacht von Karl Graf von Arenberg, 1615 das Landgut Ter Horst bei Voorschoten von Lamoral I. de Ligne, und 1620 Heemstede. Als Heer von Vlaaringen errichtete Pieter Gerritsz. dort ein repräsentatives Haus. Um die Namen Adeliger nachzuahmen, nannte Willem sich Wilhelm van Ruytenburch van Vlaaringen, so wie die junge Tochter von Volkert Overlander, Maria Overlander, 1630 ihre Urkunde zur Hochzeit mit Frans Banninck Cocq als Maria Overlander van Purmerland unterschrieb. Doch das reichte Wilhelm van Ruytenburgh nicht. 1632 erlangte er von einer Sechzigjährigen die Bestätigung, dass er von der adeligen Familie van Ruytenburch aus Budel in der Region Kempen im Herzogtum Brabant abstammte. Die Familie sei vor religiöser Verfolgung nach Amsterdam geflohen, und ihr Familienwappen zeigte drei Merletten. Auf Grundlage dieser Falschaussage bildete van Ruytenburgh sein neues Familienwappen, das in vier Feldern die drei Merletten, eine Burg, Rauten (beides von einem Firmenschild seiner Familie) und den Löwen aus dem Wappen von Vlaardingen zeigte.
Willem van Ruytenburgh war als Anwalt tätig und bekleidete eine Reihe weniger bedeutender Ämter in der Amsterdamer Stadtverwaltung. Von 1639 bis 1652 war er Ratsherr, 1641 Schöffe, und 1642, 1643 und 1646 Mitglied der Kommission für Eheangelegenheiten. Am 1. Februar 1639 trat er als Leutnant in die Schützenkompanie des Bezirks II ein. Von 1646 bis 1647 war er als Nachfolger von Frans Banninck Cocq Hauptmann der Kompanie. Ein weiterer Aufstieg war ihm verwehrt, da er weder durch seinen Vater noch durch seine Mutter aus einer der führenden Patrizierfamilien abstammte. Van Ruytenburgh heiratete am 17. Februar 1626 in der Nieuwe Kerk in Amsterdam Alida Jonckheyn (1609–1678). Das Paar lebte in der Herengracht 196–198, dem Blauwe Huis und hatte elf Kinder, von denen sechs das Erwachsenenalter erreichten. Nach dem Tod seines Vaters war van Ruytenburgh häufig auf seinen Ländereien, um dort die Verwaltung zu beaufsichtigen. Seit den frühen 1630er Jahren unterhielt er auch einen Wohnsitz in Den Haag, möglicherweise mit seinem Schwager Adriaan Pauw. Nach seinem Ausscheiden aus der Bürgerwehr und der Amsterdamer Stadtverwaltung lebte er seit 1647 nur noch in Den Haag und Vlaardingen. Er starb 1652 in Den Haag oder Vlaardingen.

## Jan Claesz. Leijdeckers

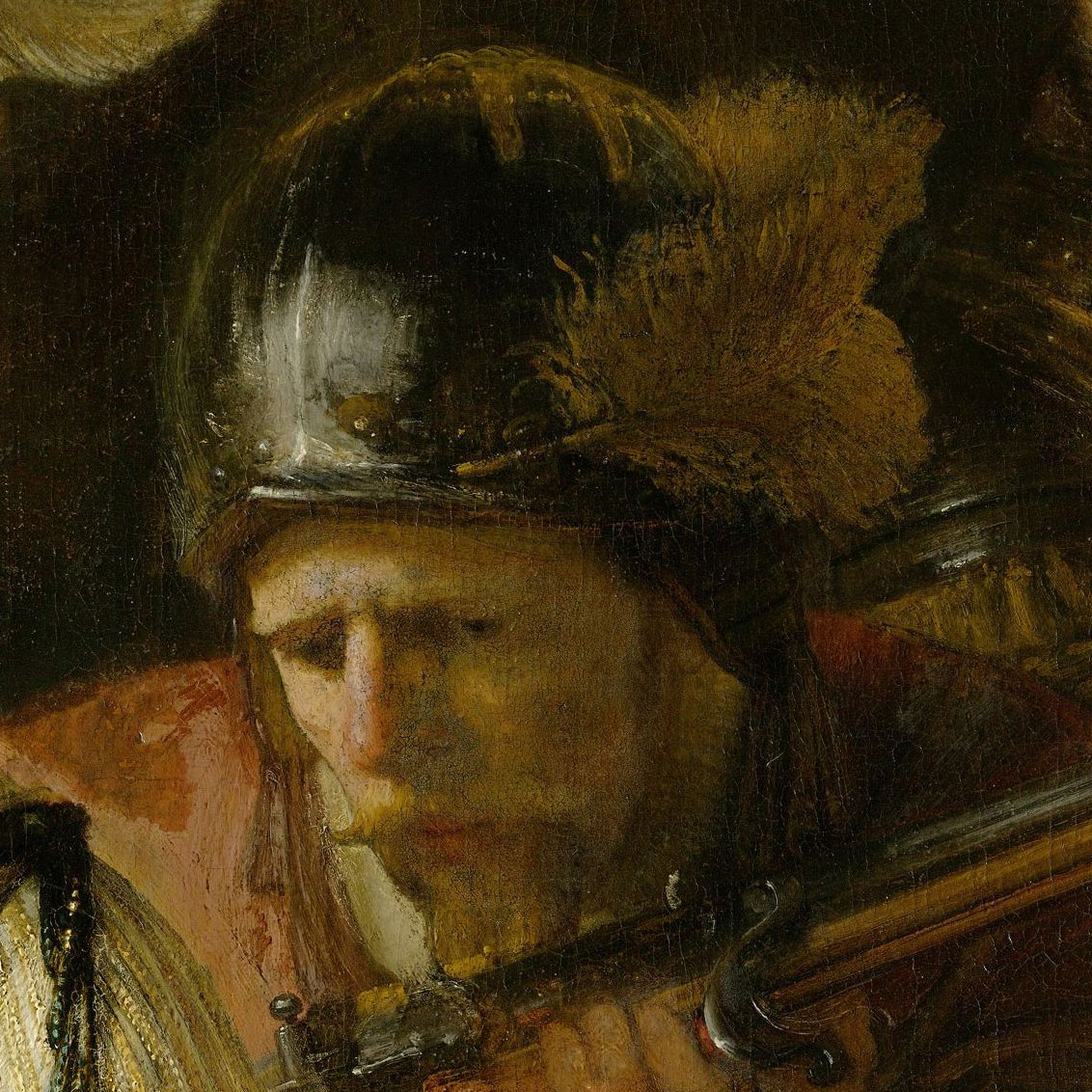
Jan Claesz. Leijdeckers

Jan Claesz. Leijdeckers wurde am 20. Mai 1597 in der Oude Kerk getauft. Er war der Sohn des Schuhmachers Claes Garbrandtsz. (1566–1602) und seiner Ehefrau Marie Willems († 1606). Jan Claesz. Leijdeckers unterhielt ein Ladengeschäft und war Händler, möglicherweise wie sein Bruder Tuchhändler. Er heiratete am 10. April 1622 in der Nieuwe Kerk Maria Pieters van der Males (1603–1641) und hatte mit ihr zwei Kinder. Das Paar lebte auf dem Damrak 81. Einzelheiten zur Art von Leijdeckers Geschäftstätigkeit sind nicht bekannt, aber die wirtschaftliche Lage der Familie war nicht gut, Jan Claesz. Leijdeckers lieh sich häufig Geld und war hoch verschuldet. Jan Claesz. Leijdeckers wurde am 27. Dezember 1640 in der Nieuwe Kerk begraben, lange vor der Fertigstellung der Nachtwache. Daher wurde sein Porträt wahrscheinlich nach einem Druck von Jakob de Gheyn II. gemalt. Wenige Tage später verkaufte seine Witwe das Geschäft mit allem Inventar und allen persönlichen Besitz, um die Schulden ihres Mannes zu begleichen. Sie selbst starb wenige Monate später und die Vormunde der beiden Kinder sicherten der Kommission für Waisenfürsorge zu, das nach dem Schuldendienst verbleibende Vermögen zu hinterlegen. Zu einer Hinterlegung irgendwelcher Vermögenswerte kam es nicht.
Die Brüder Jan und Willem Claesz. Leijdeckers waren am 22. August 1621 Zeugen bei der Taufe ihres Neffen Gerbrand van den Eeckhout, dem Sohn ihrer Schwester Grietje Claes Leijdeckers (1586–1631) und des Goldschmieds Jan Petersz. van den Eeckhout (1584–1652). Gerbrand van den Eeckhout wurde, wahrscheinlich von etwa 1635 bis 1640/1641, ein Schüler Rembrandts. 1655 wurde er Sergeant im Bezirk XXV der Amsterdamer Bürgerwehr.

## Barent Hermansz. Bolhamer

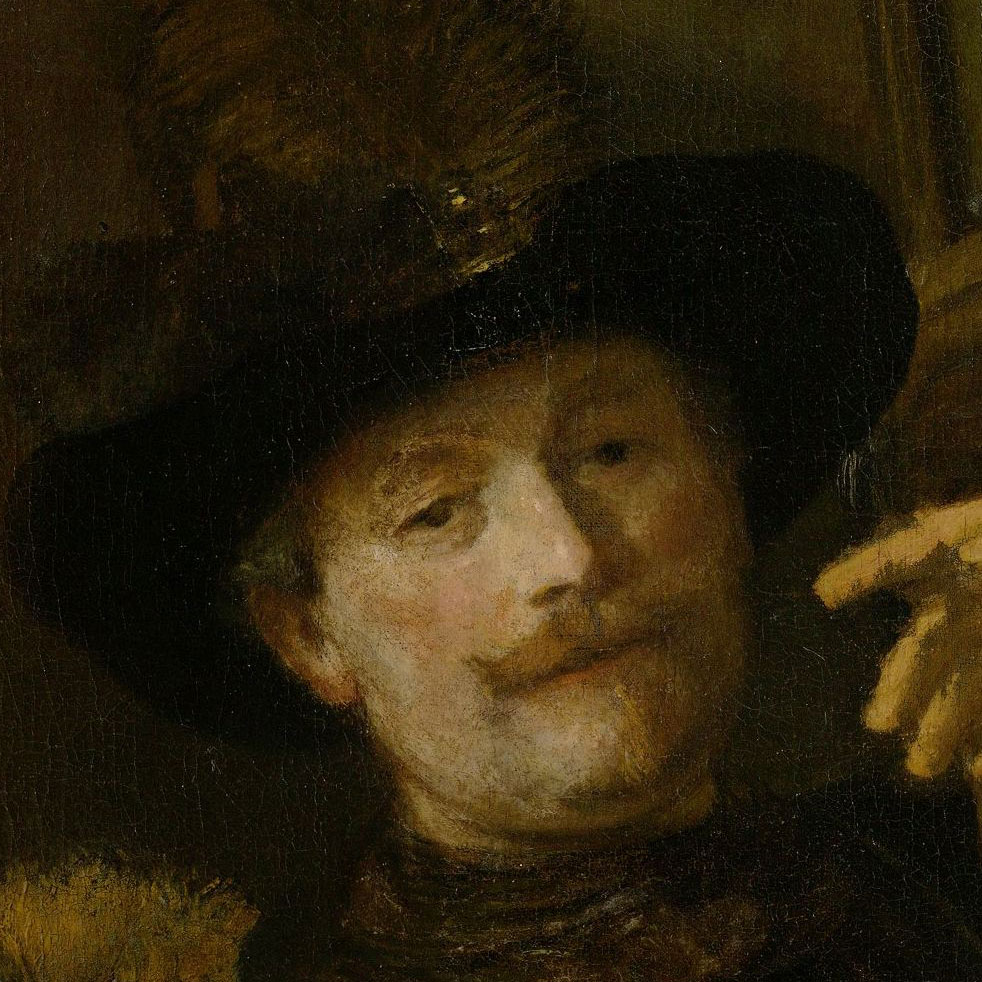
Barent Hermansz. Bolhamer

Der 1589 in Amsterdam als erstes von drei Kindern geborene Barent Hermansz. Bolhamer oder Bernardus Bolhamer entstammte einer katholischen Familie. Er war der Sohn des Zimmermanns Herman Cornelisz. (1558–vor 1611) und seiner Ehefrau Trijn Barents (1563–1626), die als Kinder in benachbarten Häusern auf dem Nieuwezijds Voorburgwal 63 und 61 lebten. Barent Hermansz. Bolhamer war als Lebensmittelhändler tätig und lebte von 1616 bis 1635 mit seiner Schwester Aeltje in einem gekauften Haus auf dem Nieuwezijds Voorburgwal, dann auf dem Singel Nr. 155, in der Nähe der Jan Roodenpoortstoren. Weder eine Eheschließung noch die Wahrnehmung öffentlicher Ämter sind nachzuweisen.
Barent Hermansz. Bolhamer wurde am 23. Juli 1661 in der Nieuwe Kerk begraben. Nach seinem Tod beerbte ihn den Akten zufolge Alida Bolhamer (um 1616–1667), möglicherweise eine uneheliche Tochter. Diese heiratete am 25. Februar 1667 mit angeblich fünfzig Jahren den Butterhändler Jan Cornelisz. van Kempen (1632–1691) und wurde am 6. September 1667 in der Nieuwe Kerk begraben. Es wurde darüber spekuliert, dass Alida Bolhamer in Wirklichkeit Barent Hermansz. Bolhamers 1598 geborene Schwester Aeltje gewesen sein könnte, die mit dieser Zweckheirat als letzte Überlebende ihrer katholischen Familie das Vermögen vor dem Zugriff Ungläubiger bewahren wollte.

## Sergeant Rombout Kemp

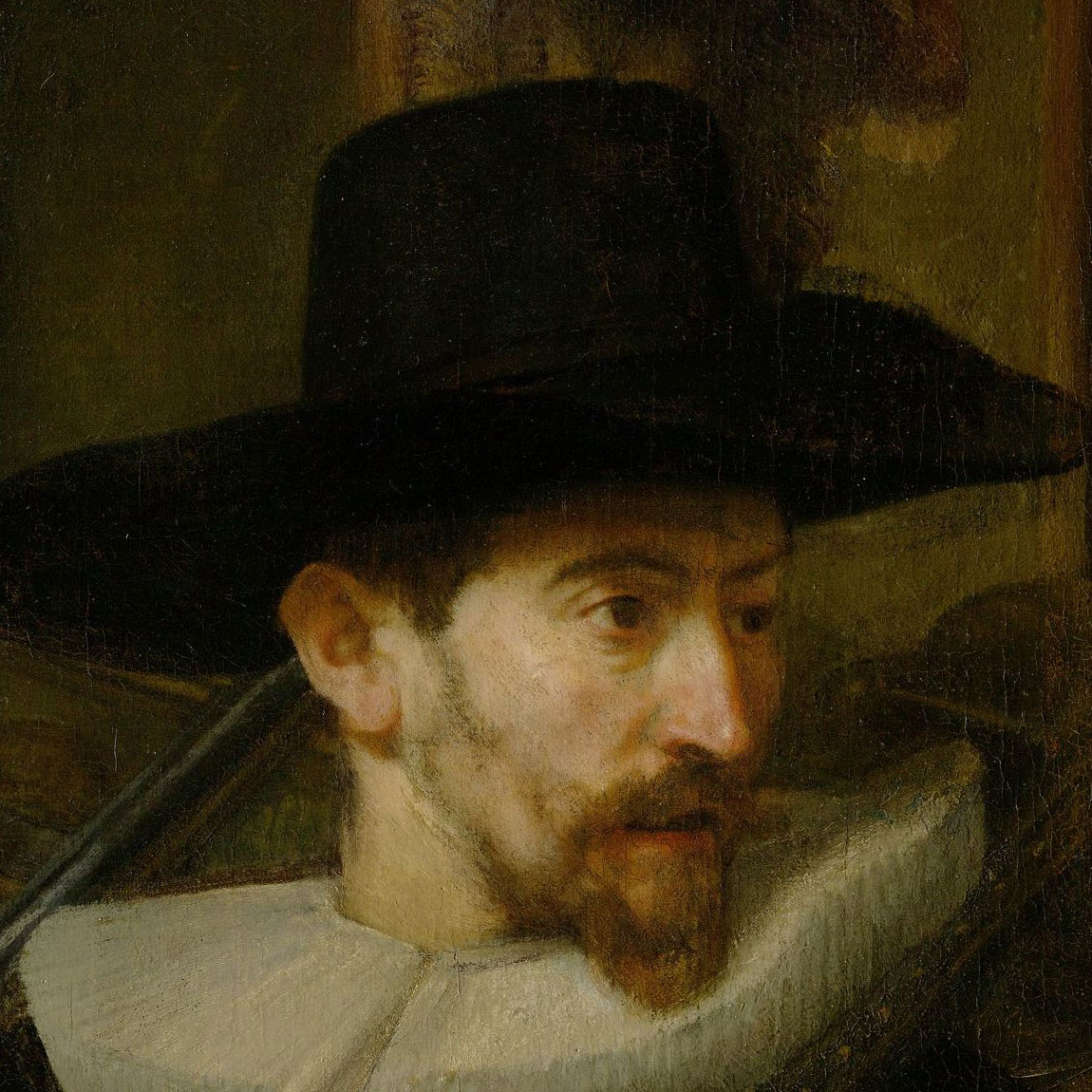
Rombout Kemp

Rombout Kemp wurde am 4. Januar 1597 in der Amsterdamer Oude Kerk getauft. Seine Eltern waren der Tuchhändler Aert Kemp (1559–1620), der 1598, 1602 und 1606 Diakon seiner Gemeinde der reformierten Kirche war, und Clara Jacobs (1571–nach 1641). Rombout Kemp wuchs mit acht Geschwistern auf und wurde wie sein Vater Tuchhändler. Er heiratete am 20. August 1623 in der Oude Kerk Elsje van Baersdorp (1602–1669) und lebte mit ihr in einem Haus am Nieuwendijk 199. Elsje stammte aus einer der führenden Leidener Familien und war durch ihre Mutter mit den Amsterdamer Patrizierfamilien verwandt. Dennoch erreichte Rombout Kemp keine höheren Ämter in der Stadtverwaltung. Er galt wie Fähnrich Visscher als kultivierter und feinsinniger Mann. 1625 und 1631 wurde er zum Diakon der reformierten Kirche gewählt. 1630 und 1635 war er Inspektor für Maße und Gewichte. In den Jahren 1631, 1633, 1634, 1636, 1637, 1640 und 1641 war er Vorsteher der Tuchmacherzunft und von 1635 bis zu seinem Tod einer der sechs Regenten des Nieuwezijds Huiszittenhuis, einer Einrichtung der Armenfürsorge, die Lebensmittel und Torf an Bedürftige abgab. Rombout Kemp trat vor 1640 in die Kompanie der Musketenschützen des Bezirks II ein und wurde 1646 als Nachfolger des zum Hauptmann beförderten Willem van Ruytenburgh zum Leutnant befördert. Sein ältester Sohn Artus Kemp (1630–1694) folgte 1650 dem verstorbenen Jan Cornelisz. Visscher als Fähnrich der Kompanie nach. Rombout Kemp wurde am 27. Oktober 1653 in der Nieuwe Kerk begraben.

## Trommler Jacob Jorisz.

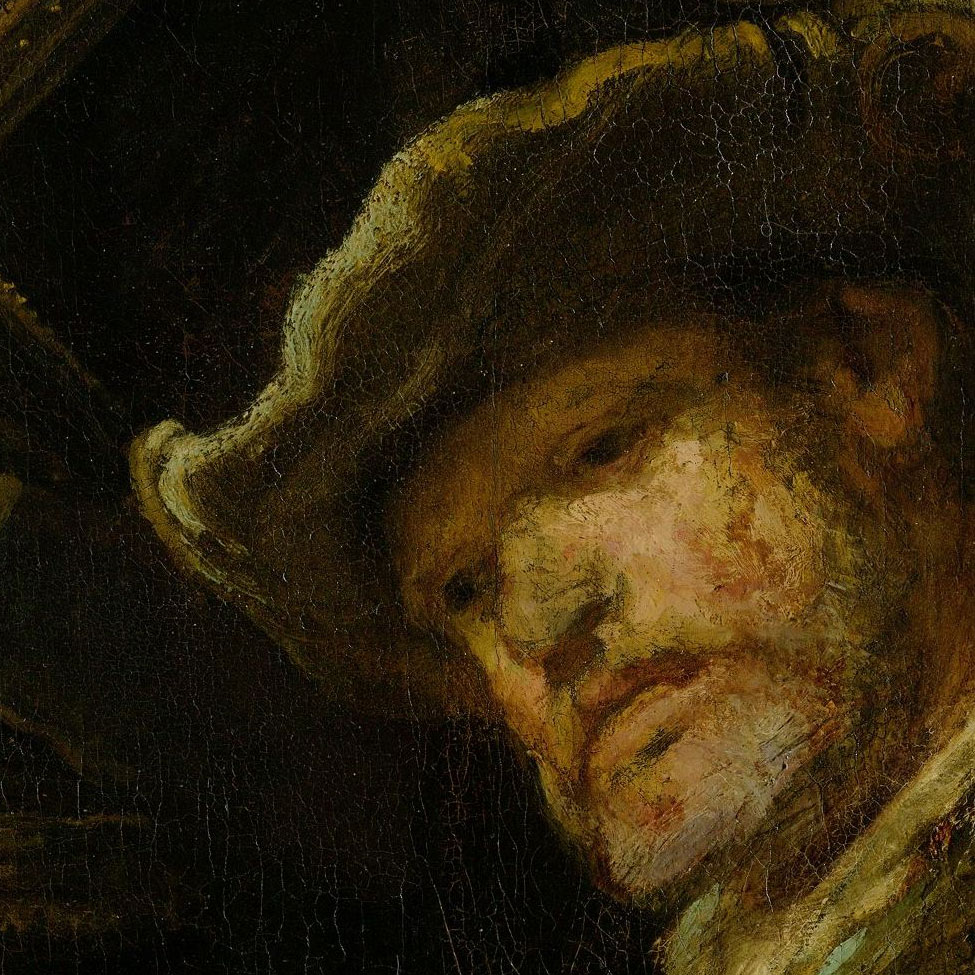
Jacob Jorisz

Von dem am rechten Rand des Gemäldes abgebildeten Trommler Jacob Jorisz. ist nur wenig bekannt, er wurde 1591 geboren und starb nach 1646. In einer Aussage gaben Jacob Jorisz. und sein Kollege Josua Jacobsz. vom Bezirk IX am 30. Juli 1646 ihre Jahreseinkommen mit 40 Gulden an, zuzüglich geringer Zusatzeinkommen für Botengänge. Offenbar konnte sich Jacob Jorisz. die Darstellung auf der Nachtwache nicht leisten. Dementsprechend ist er auch nicht auf dem Namensschild aufgeführt.

## Paulus Harmensz. Schoonhoven

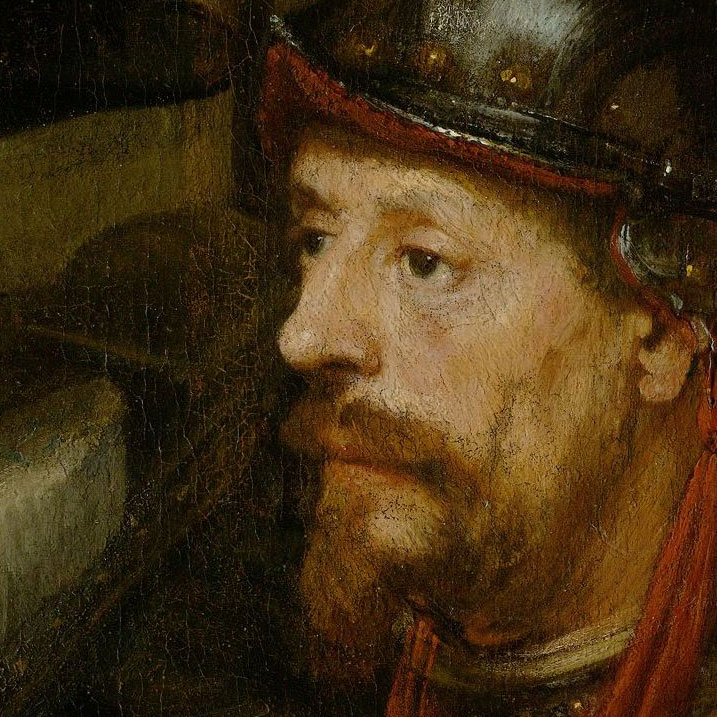
Paulus Harmensz. Schoonhoven

Paulus Harmensz. Schoonhoven wurde 1595 in Goes geboren. Sein Vater Herman starb nach 1623 und seine Mutter Aeltje Symons nach 1640, über sie ist nichts weiter bekannt. Paulus Schoonhoven kam 1616 nach Amsterdam, um bei seinem Onkel, dem Börsenmakler Isaac Florianus (1572–nach 1631), das Börsengeschäft zu erlernen. Er wurde 1623 in die Gilde der Börsenmakler aufgenommen und übte das Geschäft über ein halbes Jahrhundert aus. Am 10. September 1623 heiratete er in der Nieuwe Kerk Hillegont Coenen (1596–1674). Das Paar hatte zehn Kinder, von denen mindestens vier im Kindesalter starben. Die Familie lebte zunächst in wechselnden gemieteten Häusern und ab 1639 in einem eigenen Haus auf dem Singel 97, in unmittelbarer Nähe zu dem Maler Claes Cornelisz. Moeyaert (Singel 95). De Moeyaert muss auch Musketier im Bezirk II gewesen sein, er wurde aber auf der Nachtwache nicht dargestellt. Auch der älteste Sohn Harman Schoonhoven (1626–1678) stieg 1646 in das Börsengeschäft ein. Paulus Harmensz. Schoonhoven starb am 8. Juli 1679 in Amsterdam und wurde am 12. Juli in der Nieuwe Kerk begraben.